# Ричмонд Хајтс (Охајо)
Ричмонд Хајтс (енгл. Richmond Heights) град је у америчкој савезној држави Охајо.

## Демографија
По попису из 2010. године број становника је 10.546, што је 398 (-3,6%) становника мање него 2000. године.
| Група             | 2000.         | 2010.         |
| Белци             | 7.472 (68,3%) | 5.012 (47,5%) |
| Афроамериканци    | 2.612 (23,9%) | 4.731 (44,9%) |
| Азијати           | 519 (4,7%)    | 457 (4,3%)    |
| Хиспаноамериканци | 173 (1,6%)    | 189 (1,8%)    |
| Укупно            | 10.944        | 10.546        |